# Пятый километр (Ленинградская область)
Пя́тый киломе́тр — посёлок при железнодорожной станции в Заневском городском поселении Всеволожского района Ленинградской области.

## История
В 1940 году была официально открыта железнодорожная линия Заневский Пост — Горы. Она прошла в основном через незаселённые территории.
Во время Великой Отечественной войны, Кузьминский мост через Неву взорвали, поэтому полноценного сообщения по этой ветке не было.
Посёлок был образован у платформы 5 км.
По данным 1973 и 1990 годов посёлок при станции Пятый километр входил в состав Заневского сельсовета.
В 1997 году в посёлке проживали 6 человек, в 2002 году — 12 человек (русских — 75 %), в 2007 году — 8.

## География
Посёлок находится в юго-западной части района к югу от автодороги 41К-079 (Санкт-Петербург — Колтуши).
Пятый километр связан с деревней Янино-1 автодорогой.
Расстояние до административного центра поселения — 5 км.

## Демография
| 2007 | 2010 | 2017 |
| ---- | ---- | ---- |
| 8    | ↘4   | →4   |

Национальный состав
По данным Всероссийской переписи населения 2021 года в посёлке проживал 1 человек, русский.

## Достопримечательности
К северу от посёлка находится памятник — братская могила советских воинов и моряков Балтийского флота, погибших в годы Великой Отечественной войны.